# Limyra

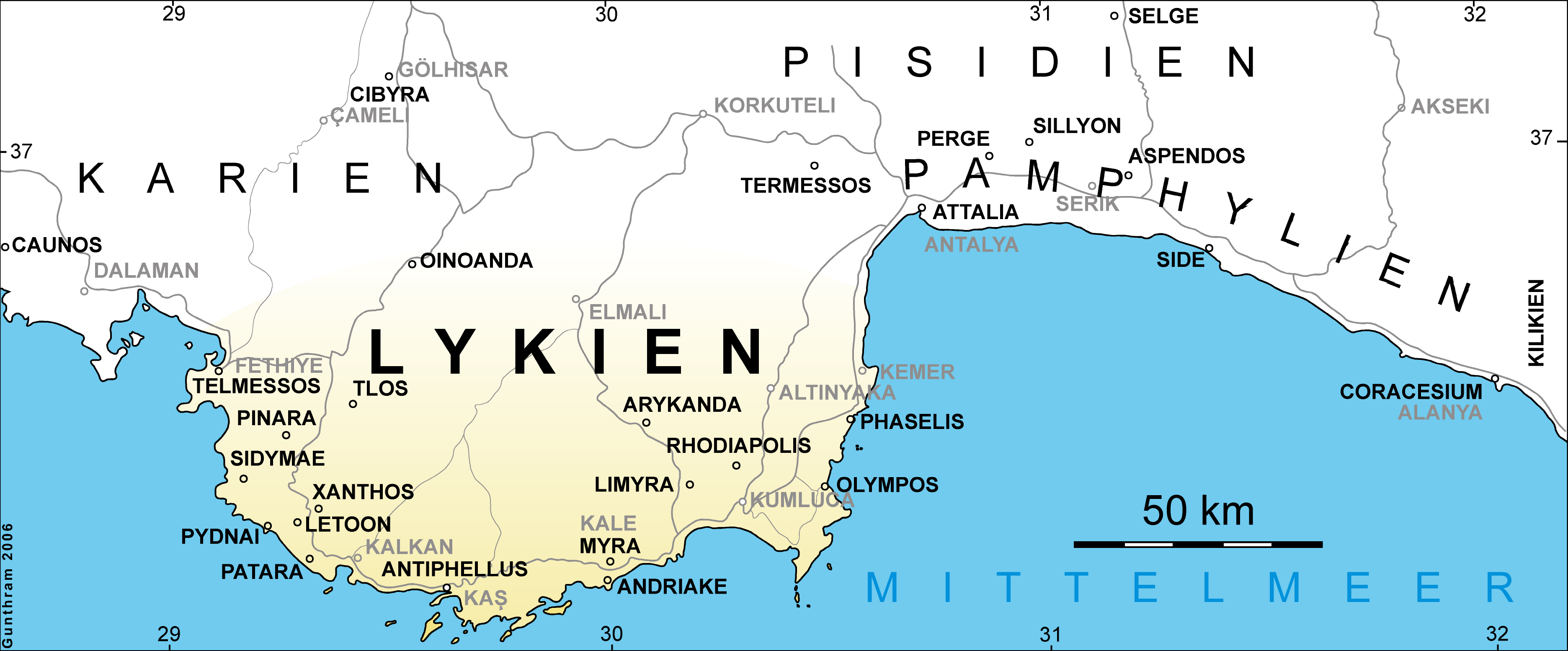
Lycië

Limyra was een stad in het zuiden van het antieke Lycië, het zuidwesten van het huidige Turkije.
De stad, gelegen aan de rivier de Limyrus, wordt genoemd door Strabo, Ptolemaeus en Velleius Paterculus, die meldt dat Augustus' kleinzoon Gaius hier overleed. Uit de Late Oudheid zijn verschillende bisschoppen van Limyra bekend, die vielen onder de jurisdictie van de bisschop van Myra.
De ruïnes van de stad liggen zo'n zes kilometer ten noordoosten van het huidige Finike. Te zien zijn onder meer een theater, graven, enkele reliëfs alsmede Griekse en Lycische inscripties. Het belangrijkste monument is de 3,25 kilometer ten oosten van de ruïne gelegen Romeinse brug, die ongeveer 360 meter lang is en rust op niet minder dan zesentwintig segmentbogen, een voor de Oudheid unieke constructie. Zowel het Duitse als het Oostenrijkse Archeologische Instituut in Turkije zijn actief in Limyra.